# Coma (película de 2022)
Coma es una película francesa de 2022 escrita y dirigida por Bertrand Bonello. La película se estrenó mundialmente en el Festival de Cine de Berlín de 2022 compitiendo en la sección Encuentros el 12 de febrero de 2022, donde ganó el Premio FIPRESCI. Esta es la última película rodada por el actor Gaspard Ulliel y la primera que se estrena tras su muerte. Está protagonizada por Louise Labèque, Julia Faure, Gaspard Ulliel, Laetitia Casta, Vincent Lacoste, Louis Garrel y Anaïs Demoustier. La película se estrenará en los cines de Francia el 16 de noviembre de 2022.

## Sinopsis
La película combina imagen real con animación y cuenta la historia de una chica que se encuentra encerrada en su casa durante una crisis sanitaria mundial y navega entre los sueños y la realidad, hasta que comienza a seguir a una inquietante y misteriosa YouTuber llamada Patricia Coma.

## Elenco
- Julia Faure como Patricia Coma
- Louise Labèque como la chica joven
- Laetitia Casta como Sharon (voz)
- Gaspard Ulliel como Scott (voz)
- Vincent Lacoste como Nicholas (voz)
- Louis Garrel como Dr. Ballard (voz)
- Anaïs Demoustier como Ashley (voz)

## Producción
El 24 de diciembre de 2021, el sitio web francés Chaos Reign informó que el director Bertrand Bonello acababa de terminar una película sorpresa titulada "Coma" antes de filmar la película "La Bête". Coma fue producida por Les Films du Bélier y My New Picture en coproducción con Remembers Production.
Bertrand Bonello escribió el guion de la película durante el confinamiento por la COVID-19 en Francia en enero de 2021, rodando en su propia casa con un pequeño equipo y medios limitados. Bonello también compuso la partitura de la película. La película está dedicada e inspirada en Anna, la hija de Bonello que entonces tenía 18 años.
Coma es la segunda colaboración de Bertrand Bonello con Gaspard Ulliel y Louis Garrel después de la película biográfica Saint Laurent de 2014, y también su segunda colaboración con Louise Labèque después de la película Zombi Child de 2019.
Gaspard Ulliel, quien hizo la voz del muñeco Scott, murió tras un accidente de esquí el 19 de enero de 2022. El mismo día de la muerte de Ulliel, Coma fue anunciada como una de las películas seleccionadas para el Festival de Cine de Berlín. El papel de Ulliel en Coma se mantuvo en secreto hasta que la trama oficial de la película y el elenco completo se revelaron el 2 de febrero de 2022,, convirtiéndola en la primera película estrenada después de su muerte, luego de su estreno en el Festival de Cine de Berlín el 12 de febrero de 2022, a pesar de siendo el último que filmó, ya que fue terminado en diciembre de 2021, un mes antes de su muerte.
Ulliel había muerto recientemente cuando Bonello estaba montando la película. Bonello le dijo a revista Variety: "Estaba solo en una sala de proyección, y Gaspard acababa de morir, y cuando escuché su voz resonando en la sala, fue como una obsesión. Pensé en algunas líneas de la carta a mi hija donde hablo sobre aquellos que hemos perdido. La película se llama 'Coma' y tiene escenas en un bosque que conecta a los vivos y los muertos. Así que verla de nuevo fue extraño. Gaspard resonó en todo momento".

## Promoción
La primera imagen de la película con Louise Labèque, el elenco completo y los detalles de la trama se revelaron el 2 de febrero de 2022.
El 10 de febrero de 2022, se lanzaron dos clips de la película titulados "Catatonie" y "Cullen". El clip titulado "Cullen" presentaba las voces de Gaspard Ulliel y Laetitia Casta como los muñecos Scott y Sharon, respectivamente.
El distribuidor belga Best Friend Forever lanzó un póster y un avance exclusivo de 20 segundos de la película en su cuenta de Instagram el 11 de febrero de 2022.
El 16 de febrero de 2022, Best Friend Forever publicó en su cuenta de Instagram un nuevo clip de 9 segundos en el que Louise Labèque toca un dispositivo electrónico similar al Cubo de Rubik.

## Estreno
El 2 de febrero de 2022, se informó que la empresa Best Friend Forever, con sede en Bruselas, había adquirido la película.
La película tuvo su estreno mundial en la sección Encuentros del 72° Festival Internacional de Cine de Berlín el 12 de febrero de 2022. New Story estrenará la película en los cines de Francia el 16 de noviembre de 2022.

## Crítica
El sitio web estadounidense Rotten Tomatoes otorga a la película una puntuación del 75% basada en 8 reseñas, con una media ponderada de 6.80/10.

## Nominaciones
| Premio / Festival de Cine                   | Categoría               | Aceptador y nominados | Resultado |
| ------------------------------------------- | ----------------------- | --------------------- | --------- |
| Festival de Berlín 2022                     | Encuentros              | Bertrand Bonello      | Nominado  |
| Festival de Berlín 2022                     | Premio FIPRESCI         | Bertrand Bonello      | Ganadora  |
| Festival de Estambul 2022                   | Golden Tulip            | Bertrand Bonello      | Nominado  |
| Festival de Las Palmas de Gran Canaria 2022 | Lady Harimaguada de Oro | Bertrand Bonello      | Nominado  |